# 長岡郷
長岡 郷（ながおか ごう、1984年5月23日 - ）は、日本のサッカー選手。大阪府出身。ポジションはフォワード。

## 来歴
私立北陽高等学校卒業後ブラジルへと渡る。その後、いくつかのクラブチームを渡り歩いた。2011年にウクライナ・プレミアリーグ所属のFCオボロン・キエフから評価されたが、リーグ戦の出場資格を得られなかった。
アヴァイFCで一緒だった瀬戸貴幸と交流がある。

## 所属クラブ
- 2003年  ロンドリーナEC
- 2003年-2005年  アヴァイFC
- 2005年  ACカルペネードロ
- 2007年  メゾン・アルフォルFC
- 2008年-2009年  ノースヨーク・アストロズSC
- 2009年-2010年  KSプルゼボイ・ヴォルブロム
- 2010年-2011年 SKブラーズマ
- 2013年-2014年  タルシーン・レインボーズFC
- 2014年  AFAオライネ
- 2015年-2016年 オルミFC
- 2016年-2017年 ペンブロック
- 2017年-2018年 ナシャール・ライオンズ